# Skagafell
Skagafell är ett berg i republiken Island. Det ligger i regionen Austurland, 400 km öster om huvudstaden Reykjavík. Toppen på Skagafell är 987 meter över havet, eller 585 meter över den omgivande terrängen. Bredden vid basen är 13,5 km.
Runt Skagafell är det mycket glesbefolkat, med 3 invånare per kvadratkilometer. Närmaste större samhälle är Egilsstaðir, omkring 19 kilometer norr om Skagafell. Trakten runt Skagafell består i huvudsak av gräsmarker.